# 공개심리주의
공개심리주의는 민사소송법상 심리에 관한 원칙으로 재판의 심리와 판결의 선고는 일반인이 방청할 수 있는 상태에서 공개하여야 한다는 것이다.

## 참고 문헌
- 조상희, 『법학전문대학원 민사소송법 기본강의』. 한국학술정보(주), 2009. ISBN 9788953423077